# Хергиани, Бекну Виссарионович
Бекну Виссарио́нович Хергиа́ни (груз. ბექნუ ხერგიანი; 1912, Местиа, Лечхумский уезд, Кутаисская губерния, Российская империя — 1990, Местиа, Местийский район, Грузинская ССР, СССР) — советский альпинист, заслуженный мастер спорта СССР (1951 год), инструктор альпинизма. Трёхкратный чемпион СССР по альпинизму в классе траверсов (1950, 1952 и 1957 года) за восхождения на Кавказе и Памире, бронзовый призёр 1955 года в классе технически сложных восхождений. Член президиума федерации альпинизма Грузии и совета Грузинского альпклуба им. А. Джапаридзе.

## Краткая биография
Бекну Хергиани, сван по происхождению, родился в Местии в крестьянской семье. До того, как стать инструктором альпинизма, работал в колхозе. Был председателем Местийского Совета депутатов трудящихся. Умер в родном посёлке Местиа в 1990 году.

## Альпинистская карьера
Бекну Хергиани пришёл в альпинизм в 1932 году, начав с траверса вершины Уллутаучаны с юга на север. В 1934 году он окончил курсы ОПТЭ по подготовке горных проводников из местного населения в городе Нальчик. В 1936 году Бекну Хергиани совершил зимнее восхождение на Эльбрус, а в 1937 году совершил первопрохождение нового маршрута на Южную Ушбу по юго-западной стене. В 1937 году он окончил школу инструкторов альпинизма, был инструктором 1-й и 2-й сванских альпиниад на Тетнульд в 1937 году и Лайлу (1938 год). С 1938 года по 1941 год руководил спасательным пунктом в Местии. В 1940 году в группе под руководством Алёши Джапаридзе совершил первое прохождение технически сложного траверса Цурунгал — Айлама — Нуам-Куан. Команда в составе Алеши Джапаридзе, его сестры Александры Джапаридзе, Годжи Зуребиани, Бекну и Габриэля Хергиани вышла на маршрут 23 сентября. 9 октября, спустя 18 дней, они завершили траверс спуском от подножия пика Руставели. В этом же году Бекну Хергиани было присвоено звание мастера спорта СССР по альпинизму.

### Великая Отечественная война
17 сентября 1942 года Бекну Хергиани вступил в сванский отряд особого назначения НКВД, в составе которого участвовал в различных боевых операциях на Кавказе во время Великой Отечественной войны. Вместе со своими соотечественниками-сванами Бекну сражался в горах Кавказа, защищал перевалы Главного Кавказского хребта, был проводником частей Красной армии, а также участвовал в операциях в тылу немецкой армии. В ноябре 1942 года был награждён медалью «За отвагу» за участие в спасении разведгруппы 242-й дивизии, попавшей в снежный буран в ущелье реки Адылсу, а также за спецоперацию по оказанию помощи 242-й и 392-й дивизиям по организации зимовки и выводу через перевал раненных бойцов, материальных ценностей и прочего.

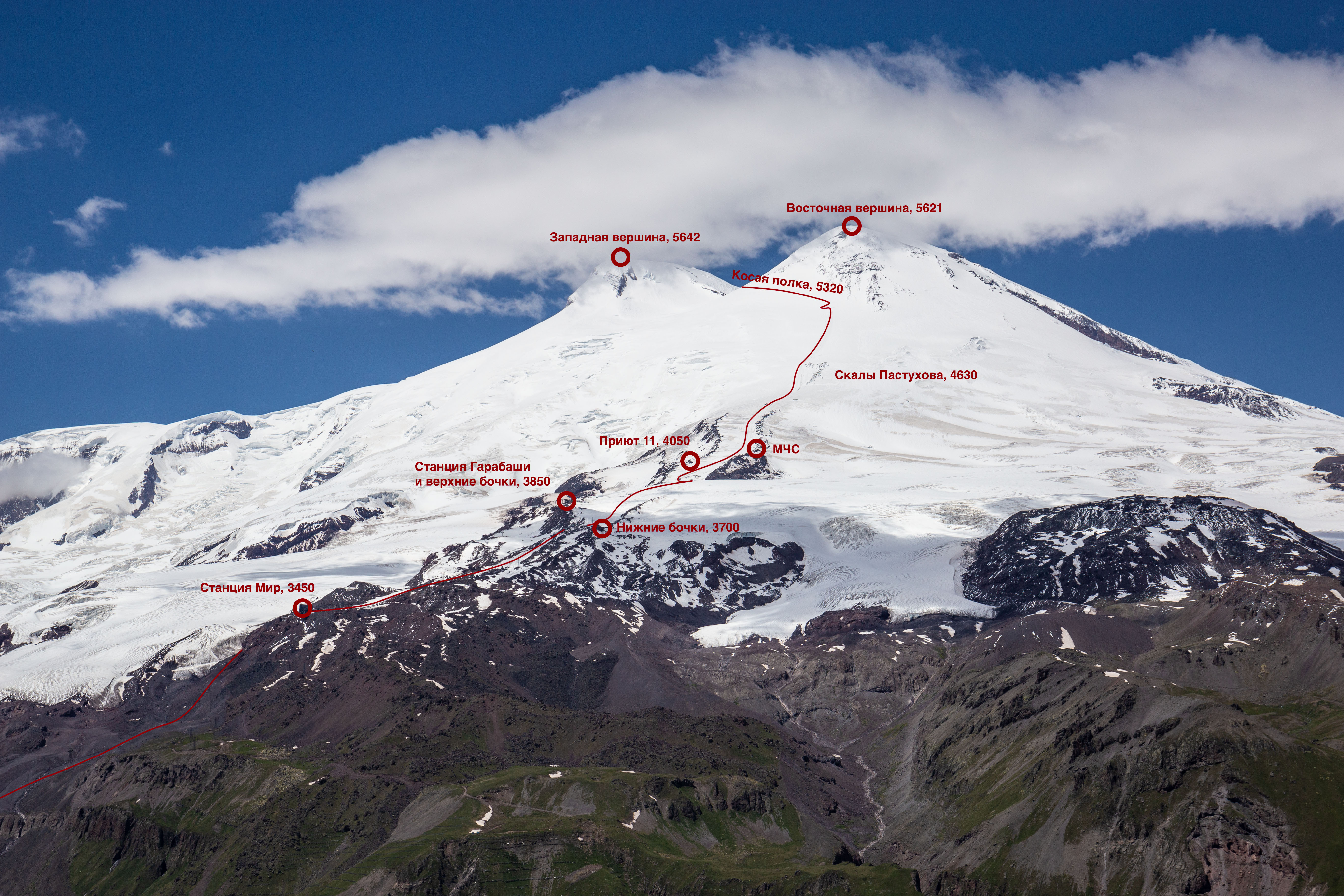
Маршруты с юга на западную и восточную вершины Эльбруса

В феврале 1943 года Бекну вошёл в состав одного из отрядов альпинистов-офицеров, которым, по предписанию командующего войсками Закавказского фронта, была поставлена задача по снятию фашистских вымпелов с вершины Эльбруса и установки государственных флагов СССР. 9 февраля 1943 года несколько отрядов, в один из которых входил Бекну Хергиани, объединились в «Приюте одиннадцати». Бушевавший сильный буран не позволил альпинистам выйти на восхождение сразу. Через несколько дней, когда у группы начали заканчиваться продукты, руководитель объединённого отряда Александр Гусев принял решение разделиться на две группы. 13 февраля 1943 года первая группа под руководством Николая Гусака (в неё вошли Евгений Белецкий, Александр Сидоренко, Габриэль Хергиани, Бекну Хергиани и Евгений Смирнов) вышла на восхождение. Несмотря на непогоду, отряд в тот же день успешно совершил зимнее восхождение на Западную вершину  Эльбруса. Сорвав остатки фашистских штандартов, альпинисты установили советские флаги и оставили записку на вершине об успешном восхождении и выполнении задания. Через 4 дня, когда погода улучшилась, вторая группа альпинистов под руководством Александра Гусева совершила успешное восхождение на Восточную вершину Эльбруса. По итогам операции, Бекну Хергиани был повторно награждён второй медалью «За отвагу».
В 1987 году Бекну Хергиани был награждён орденом Отечественной войны 2 степени.

### Послевоенная деятельность
После окончания Великой Отечественной войны Бекну Хергиани продолжил занятия альпинизмом. В октябре 1945 года он был в составе группы под руководством Ивана Марра, которая принимала участие в поисках пропавших при прохождении траверса Ушба — Шхельда Алёши Джапаридзе, Келешби Ониани и Николая Мухина. Троих альпинистов последний раз видели 12 октября, когда они начали спуск с седловины Ушбы к Гульскому леднику. Непрекращающаяся метель позволила спасательной группе подняться через Гульский ледник к седловине только 25 октября. Под седловиной спасатели обнаружили забитый в скалу крюк с верёвочной петлёй, но других следов пропавших альпинистов не было найдено.
В 1946 году Бекну Хергиани в составе группы альпинистов под руководством А. Малеинова совершил первое прохождение маршрута на северную вершину Ушбы с подъёмом и спуском через седловину. Это была первая попытка прохождения «креста» Ушбы — подъёма по одной из стен на седловину, поочередному выходу на обе вершину и спуска по другой стене.

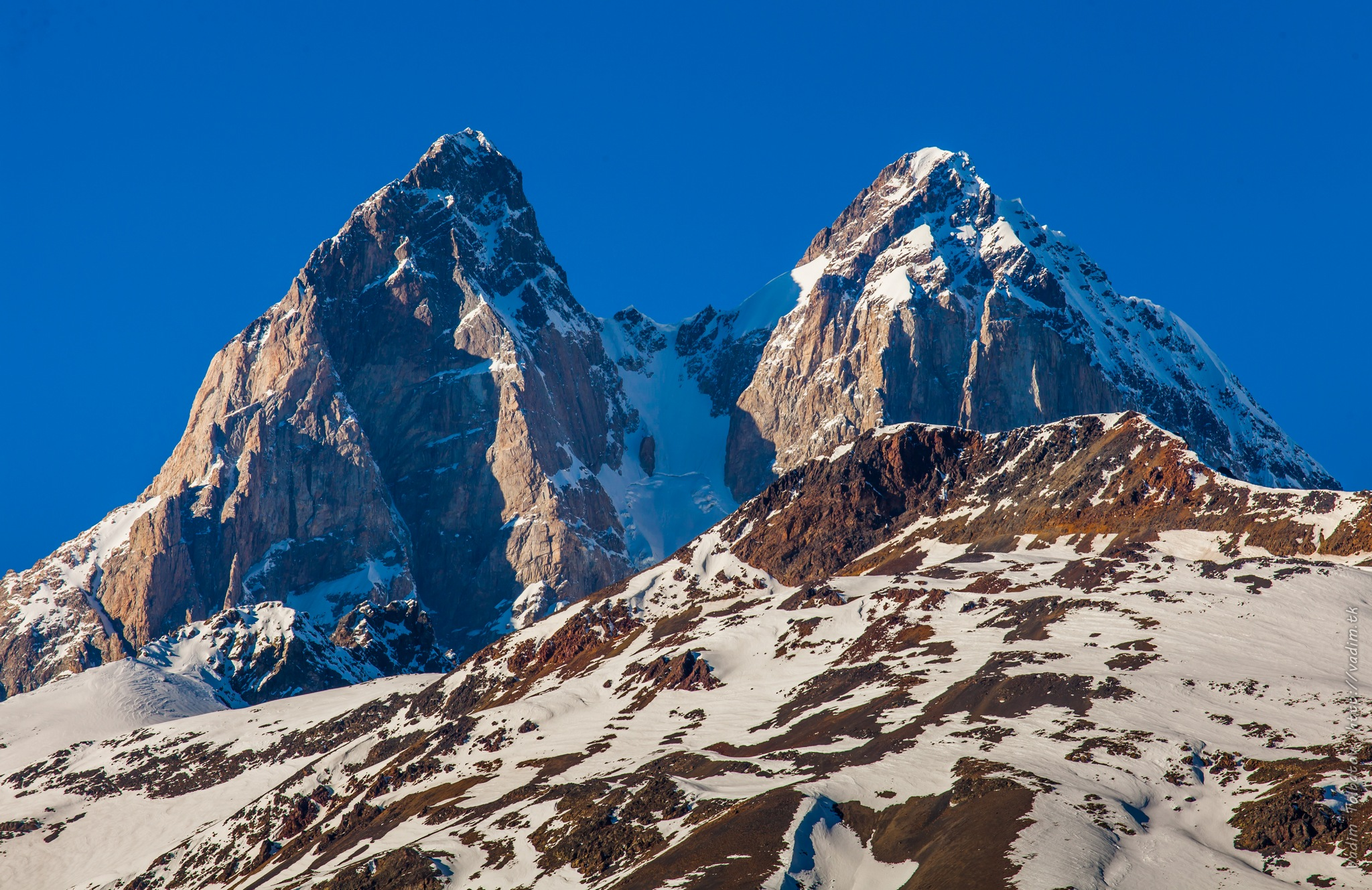
Ушба, южная стена

В сентябре 1947 году, в рамках масштабного юбилейного траверса Главного Кавказского хребта, посвященного 30-летию Октябрьской революции, Бекну Хергиани в составе команды грузинских альпинистов под руководством И. Марра прошёл траверс семнадцатого участка по маршруту 5А категории сложности. Поднявшись на перемычку между вершинами Шхара и Малая Трапеция, альпинисты вышли на гребень и с запада на восток последовательно прошли вершины Малая Трапеция, Нуам-Куам, Айлама и Цурунгал, после чего спустились по южной стороне вершины Цурунгал. Этот траверс стал первым траверсом этих вершин в истории.
В 1950-х годах Бекну Хергиани стал четырёхкратным победителем и призёром чемпионатов СССР по альпинизму. Все награды он получил за восхождения в составе команды Грузинского альпинистского клуба.
В 1950 году группа грузинских альпинистов решила пройти траверс горных массивов Шхельда — Ушба в память об альпинисте Алёше Джапаридзе. Учтя опыт предыдущих неудачных попыток, команда в составе И. Марр (руководитель), Б. Хергиани, Г. Зуребиани, Ч. Чартолани и М. Гварлиани совершила траверс в обратном направлении и в более ранее время. Старт траверса был дан 31 июля. Ко 2 августа им удалось пройти несколько вершин, включая 1-ю и 2-ю Западные вершины Шхельды. Однако 3 августа альпинисты встали на вынужденный привал из-за усилившегося ветра и облачности. Продолжить маршрут им удалось во второй половине дня 4 августа. 6 августа они подошли к подножию центральной башни Шхельдинской стены, где опять установили лагерь для того, чтобы переждать непогоду. Только спустя 4 дня, 10 августа, группа смогла продолжить прохождение маршрута. 11 августа они прошли центральную башню, а 12 августа завершили траверс Шхельды, пройдя восточную вершину, после чего непогода вновь задержала альпинистов на несколько дней. Тем не менее, 15 августа они вышли на Ушбинское плато. Прогноз погоды, который штурмовой группе передавал снизу вспомогательный отряд, был по-прежнему неутешительный, поэтому альпинисты решили форсировать восхождение. 18 августа они вышли на плечо Северной Ушбы, на которую поднялись на следующий день. После Северной Ушбы группа спустилась на гребень и по 60° стене, вырубая ступени во льду, поднялась на последнюю, Южную вершину. Траверс завершился спустя несколько дней, 24 августа на Гульском леднике. Траверс Шхельда — Ушба занял 1-е место на чемпионате СССР по альпинизму 1950 года в классе траверсов. В 1951 году Бекну Хергиани было присвоено звание заслуженного мастера спорта СССР по альпинизму.
В 1952 году Бекну Хергиани был руководителем группы альпинистов, которой удалось совершить первый в истории траверс вершин Шхара — Тетнульд с подъёмом на Шхару по южному ребру. Это прохождение разделило 1-е и 2-е места на чемпионате СССР по альпинизму в классе траверсов с другой командой Грузинского альпинистского клуба.
В 1955 году команда Грузинского альпинистского клуба в составе И. Марра (руководитель), Ч. Чартолани, Б. Хергиани и И. Габлиани 
совершила восхождение на вершину Ушба Южная по северо-западной стене. Этим же составом они уже предпринимали попытку восхождения в 1954 году, но тогда были вынуждены отступить из-за непогоды. Команда вышла на штурм 21 августа 1955 года, в первый день подойдя к подножию стены через Ушбинский ледопад. 22 августа они вышли на западный гребень, но из-за сильного снегопада не смогли продолжить движение и установили лагерь. Только 29 августа команда продолжила путь, и 1 сентября альпинисты вышли на вершину через седловину. Это восхождение заняло 3-е место на чемпионате СССР по альпинизму в классе технически сложных восхождений.
В 1957 году Бекну Хергиани участвовал в большой грузинской экспедиции на Памир. В состав штурмовой группы вошли грузинские альпинисты Д. Медзмариашвили (руководитель), Г. Абашидзе, А. Ахвледиани, 3. Ахвледиани, И. Габлиани, Т. Кухианидзе, Б. Хергиани, О. Хазарадзе и Ч. Чартолани. Для Бекну Хергиани, наряду ещё с несколькими членами команды, это был первый опыт восхождений за пределами Кавказа. Бекну входил в состав штурмовой группы, которой в период с 6 по 11 августа удалось совершить первый траверс Дарвазского хребта. Во время траверса было совершено восхождение на 7 вершин: Пик Гармо и шесть безымянных вершин. Это восхождение заняло 1-е место на чемпионате СССР по альпинизму 1957 года в классе траверсов.
В августе 1960 года Бекну Хергиани участвовал в первопроходе траверса вершин Пик Октябрьский (6700 м) — Пик Ленина (7134 м) — пик Дзержинского (6713 м) в составе команды Грузинского альпийского клуба под руководством Левана Ахвледиани по маршруту 5Б категории сложности.
Помимо карьеры спортсмена, Бекну Хергиани также был членом президиума федерации альпинизма Грузии и совета Грузинского альпклуба им. А. Джапаридзе.

## Спортивные достижения

### Чемпионаты СССР по альпинизму
- 1950 год —  1-е место (класс траверсов), траверс горных массивов Шхельда — Ушба (первопроход) в составе команды Грузинского альпинистского клуба (И. Марр, М. Гварлиани, Г. Зуребиани, Б. Хергиани, Ч. Чартолани).
- 1952 год — / 1-е/2-е места (класс траверсов), траверс вершин Шхара — Тетнульд с подъёмом на Шхару по южному ребру (первопроход) в составе команды Грузинского альпинистского клуба (Б. Хергиани, И. Габлиани, М. Гварлиани, В. Хергиани, Ч. Чартолани).
- 1955 год —  3-е место (технический класс), восхождение на вершину Ушба Южная с запада через седловину в составе команды Грузинского альпинистского клуба (И. Марр, Б. Хергиани, Ч. Чартолани, И. Габлиани).
- 1957 год —  1-е место (класс траверсов), траверс Дарвазского хребта на Памире (первопроход) в составе команды Грузинского альпинистского клуба (Д. Медзмариашвили, Г. Абашидзе, А. Ахвледиани, 3. Ахвледиани, И. Габлиани, Т. Кухианидзе, Б. Хергиани, О. Хазарадзе, Ч. Чартолани).